# یواس‌اس اکتس (اس‌پی-۵۱۶)
یواس‌اس اکتس (اس‌پی-۵۱۶) (به انگلیسی: USS Actus (SP-516)) یک کشتی است که طول آن ۱۰۷ فوت ۸ اینچ (۳۲٫۸۲ متر) می‌باشد. این کشتی در سال ۱۹۰۷ ساخته شد.